# Federal Aviation Administration

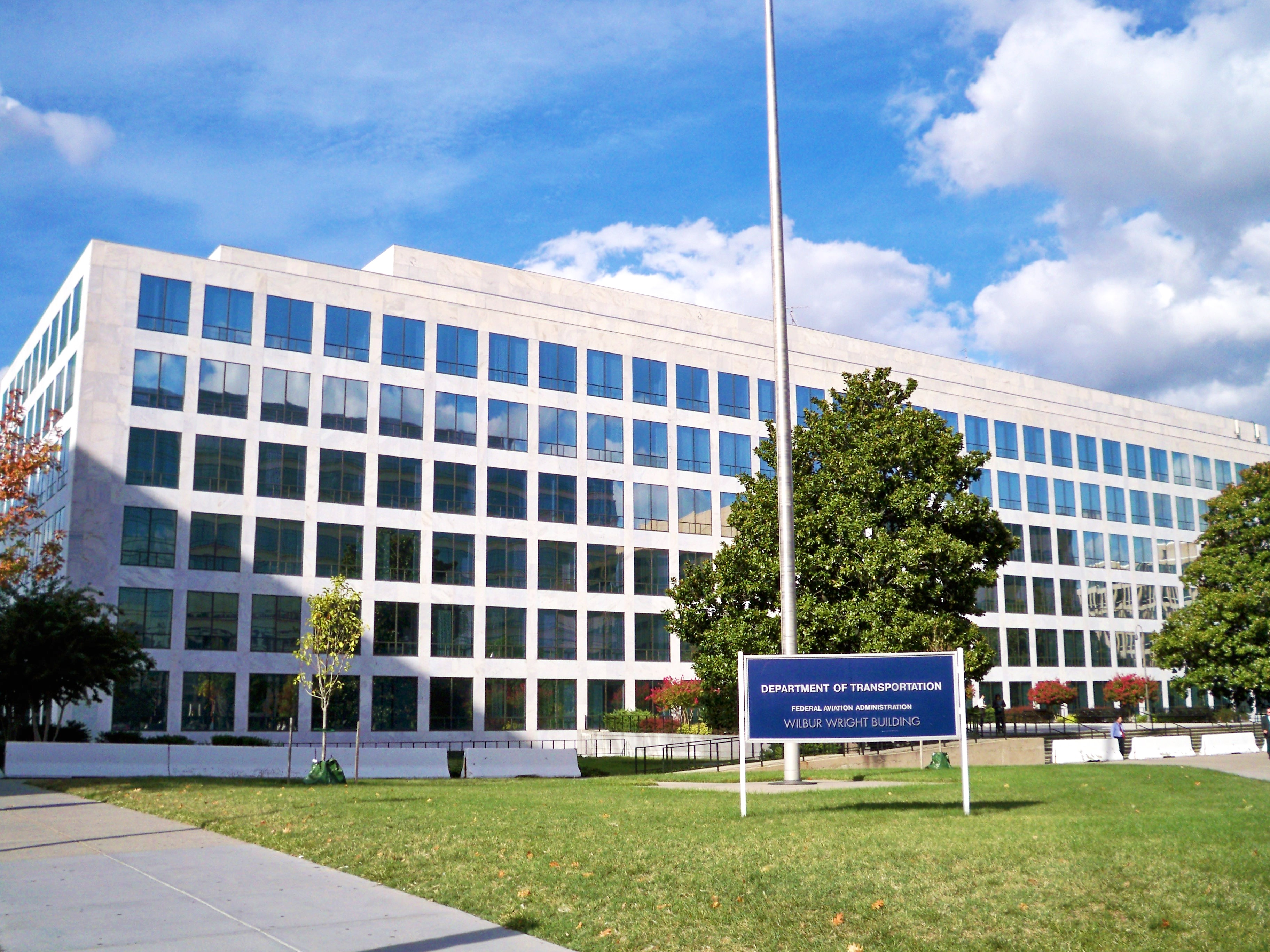
Huvudkontoret i Washington D.C.

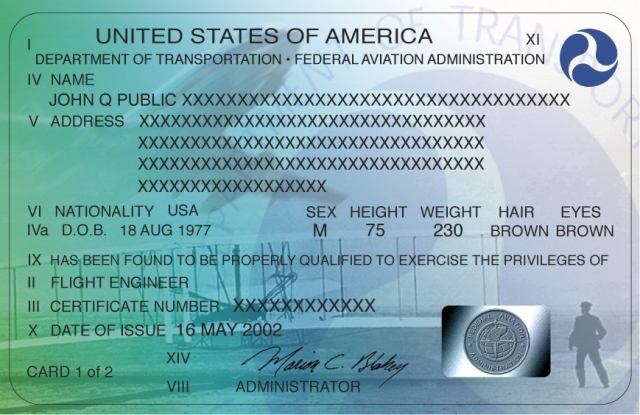
Specimen för framsidan till flygcertikfikat utfärdat av FAA.

Federal Aviation Administration (FAA), är den federala luftfartsmyndigheten i USA och som ingår som en del av USA:s transportdepartement.

## Bakgrund
FAA, vars ursprungliga namn var Federal Aviation Agency, bildades med i och med kongressen och USA:s president Dwight Eisenhower antog Federal Aviation Act of 1958. Sedan 1967 ingår FAA i USA:s transportdepartement.

## Verksamhet
FAA har ansvar för samt utfärdar föreskrifter för civilflyg samt för kommersiell rymdtrafik i USA, bedriver flygledning samt upprätthåller navigationssystem för såväl civil och militär flygtrafik, samt utvecklar och bedriver program som rör flygsäkerhet. Civila flygcertifikat i USA utfärdas av FAA.
Den svenska motsvarigheten är närmast LFV och delar av Transportstyrelsen tillsammans. FAA har dock inte huvudansvaret för tillsynen över luftfartsskyddet (eng. security; som syftar till att förhindra kriminella och olagliga handlingar mot flyget) i USA. I Sverige har Transportstyrelsen däremot ansvar för tillsynen över såväl flygsäkerhet (safety) som luftfartsskydd (security). 
Förkortningen FAA LID står för FAA location identifier.